# Euphorbia peplidion
Euphorbia peplidion är en törelväxtart som beskrevs av Georg George Engelmann. Euphorbia peplidion ingår i släktet törlar, och familjen törelväxter. Inga underarter finns listade i Catalogue of Life.